# Ikun-Shamash
Ikun-Shamash o Iku-Shamash (𒄿𒆪𒀭𒌓) va ser un rei de la ciutat-estat de Mari, a l'antiga Mesopotàmia. Era un important centre de comunicacions on sobretot es practicava el comerç. Va ser el primer sobirà de la segona dinastía de la ciutat. Alguns arqueòlegs diuen que va regnar en un període anterior a Ur-Nanxe de Lagaix. Se'l confon de vegades amb Ikun-Shamagan, però es creu que van ser dos personatges diferents. Portava els títols de "Rei de Mari" i ensigal o "Príncep suprem d'Enlil".
Se'l coneix sobretot per una estàtua votiva que va dedicar al déu Xamaix.